# Les Éditions Albert René
Les Éditions Albert René est une maison d'édition créée en 1979 par Albert Uderzo, deux ans après la mort de son complice René Goscinny. Cette SARL au capital de 200 000 francs (capital ouvert à hauteur de 20 % à Gilberte Goscinny) a été créée alors que le dessinateur — également scénariste — d’Astérix n'était plus sous contrat avec Dargaud. À sa création, Albert Uderzo recrute une secrétaire (Germaine Delsalle) et un gestionnaire (Christian Philippsen).
Les Éditions Albert René ont notamment été dirigées par Sylvie Uderzo, fille d'Albert Uderzo, jusqu'en 2007. Le 12 décembre 2008, la société Hachette Livre a acquis 60 % des parts de la maison d'édition (détenues à hauteur de 40 % par Albert Uderzo et à hauteur de 20 % par Anne Goscinny, fille de René), avant d'en prendre en 2011 le contrôle à 100 % à la suite du rachat des parts détenues par Sylvie Uderzo (qui en détenait 40 %).

## Événements
À l'automne 2024, un album Astérix - Les 40 banquets est édité, dont les bénéfices et droits d'auteur sont reversés intégralement à l'association Les Restaurants du Cœur.

## Publications
- Astérix (à partir du Grand Fossé, 25e album de la série)
- Idéfix et les irréductibles
- Jehan Pistolet
- Oumpah-Pah
- Les 40 banquets